# Pteruthius xanthochlorus
Pteruthius xanthochlorus là một loài chim trong họ Vireonidae.